# Comunitat de municipis del País Glazik
La Comunitat de municipis del País Glazik (en bretó Kumuniezh kumunioù Bro C'hlazig) és una estructura intercomunal francesa, situada al departament del Finisterre a la regió Bretanya, al País de Cornualla. Té una extensió de 162,3 kilòmetres quadrats i una població de 10.150 habitants (2006).

## Composició
Agrupa 5 comunes :
1. Briec
2. Edern
3. Landrévarzec
4. Landudal
5. Langolen